# Constitution tunisienne de 1861
Lire en ligne

Université de Perpignan

Pacte fondamental Décret-loi beylical du 21 septembre 1955
La Constitution tunisienne de 1861 entre en vigueur le 26 avril 1861. Elle succède au Pacte fondamental octroyé le 10 septembre 1857 par le souverain Mohammed Bey.

## Dispositions
Le texte, remis le 17 septembre 1860 par Sadok Bey, successeur de Mohammed Bey, à l'empereur Napoléon III à Alger, comporte au total 114 articles. Il établit un partage du pouvoir, entre un pouvoir exécutif composé du bey et d'un Premier ministre, un pouvoir législatif aux prérogatives importantes — confié à un Conseil suprême de type oligarchique — et un pouvoir judiciaire indépendant. Gardien de la Constitution, le législatif doté d'une autorité souveraine peut déposer le bey en cas d'actes anticonstitutionnels, favorisant ainsi la participation des élites à la gestion des affaires. De plus, le souverain n'est plus libre de disposer des ressources de l'État et doit recevoir une liste civile de 1 200 000 piastres alors que les princes de sa famille reçoivent des pensions prévues par le texte.

## Oppositions
Khalifa Chater relève cependant que les questions de la représentation nationale et de l'élection sont oubliées ; Ibn Abi Dhiaf note ainsi que la liste des notables désignés membres du Conseil suprême est formée presque exclusivement de personnalités nées à l'étranger, consacrant ainsi le monopole des mamelouks sur la vie politique.
Aussi cette Constitution est mal accueillie par une partie de la population car, en plus de donner davantage de pouvoir aux mamelouks, elle entraîne d'autres mesures impopulaires comme la conscription générale, la création de nouveaux tribunaux et des concessions faites aux étrangers en matière de droit de la propriété. La hausse des dépenses publiques engendrées par les nouvelles institutions et de nombreux travaux publics conduit à une hausse de la mejba en septembre 1863 — l'étendant par ailleurs à plusieurs villes, aux fonctionnaires, aux militaires et aux oulémas auparavant exemptés — puis à une insurrection menée par Ali Ben Ghedhahem à partir d'avril 1864, la crise étant aggravée par des détournements de fonds et la dégradation des conditions économiques. La Constitution est alors suspendue dès les premiers jours de la révolte finalement réprimée.

## Héritage
Elle garde par la suite un pouvoir symbolique en devenant la référence du mouvement national tunisien, en lutte contre le protectorat français, notamment au sein du Destour dont la première demande est son rétablissement avec toutefois certaines évolutions, la plus notable étant l'élection de 60 des 70 membres du Conseil suprême.
Le Néo-Destour n'est pas en reste en affichant sa volonté de mettre sur pied « un gouvernement démocratique issu du peuple et jouissant de la confiance des masses tunisiennes ».